# Zodariellum subclavatum
Zodariellum subclavatum là một loài nhện trong họ Zodariidae.
Loài này thuộc chi Zodariellum. Zodariellum subclavatum được J. Denis miêu tả năm 1952.